# Plaie
 Mise en garde médicale
Une plaie est une interruption de la continuité des tissus. Il y a une plaie quand la peau ou la muqueuse est éraflée, coupée ou arrachée. Outre la lésion d'organes sous-jacents qui peut se produire lors de l'accident, la plaie peut entraîner la pénétration d'agents infectieux dans un organisme ; le principal risque pathogène est alors le tétanos. Une plaie de pression ou escarre est une lésion causée par une pression non soulagée qui endommage les tissus sous-jacents.
Une plaie grave au sens premiers secours ne l'est pas forcément au sens médical : en premiers secours, on distingue les plaies simples, qui nécessitent un simple nettoyage ou une désinfection, et les plaies graves qui nécessitent un avis médical (voir ci-dessous).
Les services d'aide médicale d'urgence peuvent donner des consignes utiles sur la conduite à tenir (se rendre chez le médecin généraliste ou aux urgences de l'hôpital, ou bien attendre des secours). Il ne faut pas hésiter à contacter les services d'urgence en cas de doute.

## Plaie grave ou simple?
En premiers secours, une plaie simple est une petite effraction cutanée (petite coupure ou éraflure) superficielle et saignant peu, et qui n'est pas située près de l'œil ou d'un orifice naturel ; une plaie grave est caractérisée par :
- sa localisation :
  - près d'un orifice naturel (nez, bouche, oreille, sexe, anus), à l'œil ou à la face (visage, cou) ;
  - au thorax ;
  - à l'abdomen ;
- son aspect :
  - saignement abondant (hémorragie) ;
  - déchiquetée ;
  - plaie étendue ou plaies multiples ;
- son mécanisme :
  - par projectile ;
  - par outil ;
  - par morsure ;
  - par objet tranchant (couteau, cutter…).

Par exemple, une plaie par outil est considérée comme grave en premiers secours, car il faut en évaluer l'emplacement, la profondeur, les éventuelles répercussions ; un médecin jugera ensuite si la plaie est effectivement grave ou bénigne. Autre exemple : une plaie par couteau à un doigt sera bénigne si seule la chair est touchée, mais pourrait nécessiter de la chirurgie (au risque de perdre l'usage du doigt) si un tendon est touché ou sectionné ; un écart d'un millimètre sur la position de la plaie peut faire la différence.

## Premiers secours en cas de plaie grave
Comme pour tout accident, il convient de protéger : supprimer la source du danger, puis soustraire la victime au danger, éventuellement par un dégagement d'urgence si la victime est impotente et que le danger est réel et immédiat ; éviter si possible tout contact avec le sang de la victime (utilisation de gants, par exemple ; se laver les mains après les premiers secours).
Faire ensuite le bilan vital de la victime. La priorité va à la survie de la victime, donc à :
- l'arrêt d'une hémorragie, si la victime en présente une ;
- l'évaluation de l'état de conscience et de la respiration, qui entraîne sa mise en position latérale de sécurité (si la victime est inconsciente et respire) ou la pratique de la réanimation cardiopulmonaire (si la victime ne respire pas).

Tout cas de détresse vitale implique une alerte rapide et précise des secours. Hors détresse vitale (la victime parle, ouvre les yeux, et ne présente pas de saignement abondant), éviter que la victime ne bouge et la laisser dans la position où elle se sent le mieux : tout mouvement risquerait d'aggraver la plaie, de provoquer des douleurs, ou de provoquer une hémorragie.
Examiner la victime pour vérifier qu'elle ne présente pas d'autres traumatismes cachés, qui pourraient être plus graves que la plaie apparente : 
- lui demander où elle a mal ;
- lui demander de bouger les doigts, les poignets, de plier les coudes, de bouger les orteils, les chevilles, les jambes ; une douleur ou une difficulté à bouger indique un traumatisme ;
- observer les vêtements pour détecter une éventuelle tache de sang passée inaperçue.

Puis, observer la plaie et ses caractéristiques, puis transmettre ces observations à un médecin (par exemple par téléphone au SAMU) afin que celui-ci évalue si la personne peut venir d'elle-même se faire soigner ou s'il convient d'envoyer des secours.
Ne désinfecter que sur avis médical, ou s'il n'est pas possible de voir rapidement un médecin (par exemple en région isolée) ; si la désinfection est recommandée sur une plaie simple, elle est déconseillée sur une plaie grave : un produit colorant peut gêner l'examen de la plaie, et il peut y avoir des incompatibilités avec les produits qui seront utilisés par le médecin.

## Cicatrisation et rythme circadien
En raison du rythme circadien des fibroblastes, cellules de la peau mobilisées pour la cicatrisation, les plaies survenues durant la journée guérissent plus vite (environ 60% plus vite) que celles survenue durant la nuit, l'heure fixée pour une opération chirurgicale pourrait donc influer sur le temps nécessaire à se remettre d'une blessure. Les protéines qui pilotent la restauration de la trame d'actine qui forme le squelette de chaque cellule ne travaillent pas avec la même intensité toute la journée ; elles sont plus actives le jour que la nuit. Ceci a été observé tant sur des cultures cellulaires que sur des souris de laboratoires. La différence peut être  très importante : chez des souris des brûlures subies la nuit nécessitent en moyenne 11 jours de plus pour être bien cicatrisées que les brûlures subies dans la journée .